# Susanna Wesley

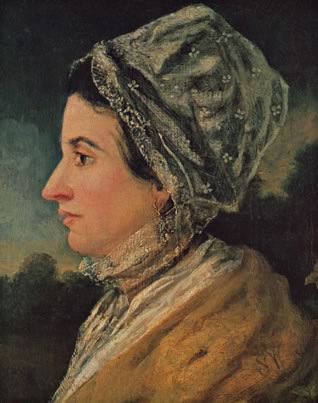
Susanna Wesley

Susanna Wesley (* 20. Januar 1669 in Spitalfields, London, England; † 23. Juli 1742 in London) war die Mutter von John und Charles Wesley und die Ehefrau von Samuel Wesley. Sie wird auch als die „Mutter des Methodismus“ bezeichnet, da sie durch ihr Vorbild und ihre Erziehung John und Charles Wesley stark in diese Richtung beeinflusst hatte.

## Leben und Wirken
Susanna Wesley wurde 1669 als Susanna, genannt Sukey, Annesley geboren. Sie war das 24. von 25 Kindern. Ihr Vater war der puritanische Pastor der Dissenters, Samuel Annesley, ein Verwandter von Arthur Annesley, dem ersten Earl of Anglesey. Ihr Vater war für eine gute Bildung besorgt. Im Alter von 13 Jahren verließ Susanna die große, nonkonformistische Kirche ihres Vaters und schloss sich der Church of England an.
Im August 1682 an der Hochzeit ihrer Schwester Elisabeth mit John Dunton lernte sie Samuel Wesley kennen. Sechs Jahre später, am 11. November 1688, heiratete sie ihn in London. Samuel war zu diesem Zeitpunkt Vikar und 26 Jahre, Susanna 19 Jahre alt.
Susanna Wesley wurde Mutter von 19 Kindern, wovon jedoch neun im Kleinkindalter verstarben. 1690 wurde der älteste Sohn Samuel, genannt Sammy, geboren, und ihr Mann erhielt eine erste Pfarrstelle im ländlichen South Ormsby, einem Dorf in Lincolnshire. Samuel wurde später auch anglikanischer Pfarrer und Lehrer an der Westminster School und an der Blundell’s School. 1697 nahm ihr Mann eine Berufung in Epworth an, wo Susanna bereits das achte Kind gebar. 1701 verließ ihr Mann die Familie für ungefähr ein Jahr, weil er sich mit seiner Frau wegen der Rechtmäßigkeit des Königstitels für Prinz William von Oranien zerstritten hatte, weil sie ihm nicht uneingeschränkt gefolgt war. 1703 wurde der später berühmte John Benjamin, genannt Jackie, als 15. geboren und 1707 Charles als 18. Kind.
Susanna Wesley kümmerte sich intensiv um die Erziehung all ihrer Kinder, sie wurden von ihr bis zu sechs Stunden am Tag an sechs Tagen pro Woche unterrichtet. Sie lernten das Vaterunser, sobald sie reden konnten. Mit fünf Jahren lernten sie lesen und begannen in der Folge den Tag immer mit einem Kapitel aus der Bibel und einem Psalm, dann folgten Grammatik, Mathematik, Geschichte, Geographie und Autoren wie John Milton und William Shakespeare. Alles geschah nach einer von ihr entwickelten Lernmethode. Die Mädchen bekamen den gleichen Unterricht wie die Jungen, und eine Schwester von John konnte mit acht Jahren bereits im griechischen Neuen Testament lesen. Daneben achtete Susanna sehr auf diszipliniertes Verhalten und anständiges Benehmen ihrer Kinder und ihre persönliche Zeit des Betens und Bibellesens durfte von niemandem gestört werden.
Gemeindeglieder brachten 1705 ihren Mann, der unpraktisch war, nicht gut mit Geld umgehen konnte und Schulden machte, ins Schuldnergefängnis von Lincoln. Susanna bat John Sharpe, den Erzbischof von York, um Hilfe zur Befreiung. Im Februar 1709 brannte das Pfarrhaus in Epworth, wahrscheinlich infolge Brandstiftung durch Feinde des Pfarrers. In einer dramatischen Rettungsaktion konnte ihr Sohn John aus dem zweiten Stock lebend geborgen werden, aber ihre Einrichtungen, der Haushalt und viele Gegenstände waren vollständig zerstört. Ab 1712 begann Susanna am Sonntagabend in der Pfarrhausküche Hausversammlungen durchzuführen, um das Wort Gottes und das Evangelium weiterzugeben, weil die Nachbarn danach fragten und sie in dieser Hinsicht mit dem Stellvertreter ihres Mannes unzufrieden war. Seine trockenen, uninspirierten Gottesdienste wurden nur von 20 bis 25 Personen besucht. Bis zu 200 Personen nahmen dagegen an ihren Veranstaltungen teil, aber dies geschah sehr zum Missfallen ihres Mannes, doch für sie war es der Wille Gottes.
So wurde sie auch in dieser Hinsicht zum Vorbild ihrer Söhne und zur Mutter des zukünftigen Methodismus, obwohl sie keinen Titel und offiziell nie ein Amt innehatte. Ab 1716 zeigten sich bei ihr erste Anzeichen von Depressionen, die später noch zunahmen.
1735 starb ihr Mann Samuel im Alter von 72 Jahren, und er hatte fast 39 Jahre als Pfarrer in Epworth gedient. Das Verhältnis zu den einfachen, ländlichen Gemeindeglieder war nie innig gewesen, weil er zu abgehoben war und ihre Anliegen nicht verstanden hatte. Da ihr Mann viele Schulden hinterlassen hatte, musste Susanna ihren Haushalt und Besitz verkaufen, um die Schuldner zufriedenzustellen. Die Kirchgemeinde ließ sie nicht mehr im Pfarrhaus wohnen, und sie zog nun zu ihrer Tochter Emilia nach Gainsborough, wo diese eine Schule gegründet hatte. Dort erfuhr sie durch die Worte das Blut unserer Herrn Jesus Christus ist für dich gegeben (englisch: the blood of our Lord Jesus Christ, which was given for thee) im Sommer 1739 endlich Heilsgewissheit, so dass ihr mehr innerer Friede geschenkt wurde. Ihr letztes Lebensjahr verbrachte sie bei John in der Foundery, wie der Hauptsitz der Methodisten in London hieß. Als Susanna Wesley im Juli 1742 starb, lebten noch acht ihrer Kinder. Sie wurde auf dem Bunhill Fields Cemetery, einem Friedhof der Dissenters, begraben, der gegenüber der City Road Chapel lag.

## Schriften
Susanna Wesleys Werke sind im Verlag Oxford University Press erschienen:
- Susanna Wesley: The Complete Writings, Oxford University Press, Oxford 1997, ISBN 978-0-19-507437-6.